# La Manif pour tous

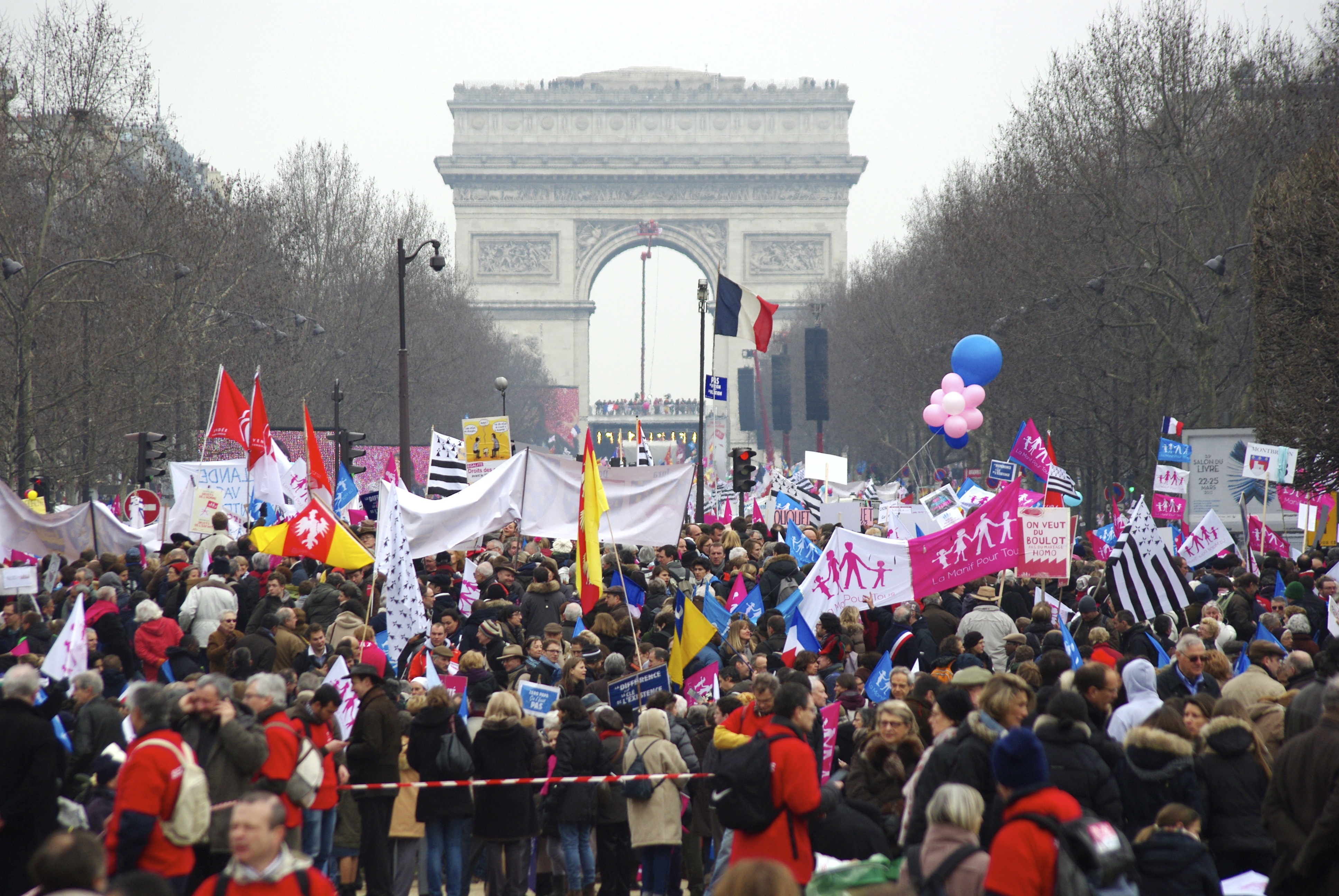
La Manif pour tous na Champs-Elysées před Vítězným obloukem, 24. 3. 2013

La Manif pour tous (v překladu: Demonstrace za všechny) je francouzské celonárodní hnutí, které vzniklo jako protireakce na legalizaci manželství párů stejného pohlaví (francouzsky: mariage pour tous, manželství pro všechny) a plná adopční práva pro homosexuální páry. Jeho proklamovaným cílem je ochrana a podpora tradiční rodiny a odmítání stejnopohlavního manželství, duhových rodin a tzv. genderové ideologie. Jedná se o seskupení několika rozdílných zájmových skupin vedených Béatrice Bourges, Frigide Barjot a Ludovine de La Rochère a sloučených v roce 2012 do jedné. Od dubna 2015 má status politické strany.

## Historie
Dne 12. února 2013 přijalo francouzské Národní shromáždění tvořené převážně socialistickými poslanci návrh zákona o stejnopohlavním manželství a adopcích dětí páry stejného pohlaví. Jednalo se o plnění předvolebních slibů prezidenta Françoise Hollanda, jejichž součástí byla legalizace plnohodnotných sňatků pro páry stejného pohlaví.
Na organizování a mobilizování protestujících proti občanským sňatkům pro stejnopohlavní páry měla významný vliv také římskokatolická církev.
V lednu 2013 protestovalo proti legalizaci manželství párů stejného pohlaví podle policejních zdrojů přibližně 300 tisíc a podle organizátorů 800 tisíc Francouzů. Krátce nato demonstrovalo naopak něco mezi 125 tisíci (policie) a 400 tisíci (organizátoři) občanů pro přijetí tohoto zákona. Mezi jednotlivými projednáváními zákona v různých parlamentních komorách se konaly ještě další demonstrace La Manif pour tous, včetně té nejmasovější na konci března v Paříži, jíž se podle policie zúčastnilo 300 tisíc a podle organizátorů 1,4 milionu Francouzů.
Na základě rozhodnutí Státní komise pro financování politických stran ze 13. dubna 2015 se hnutí podařilo získat status politické strany.

## Charakter
Přestože je celé hnutí často spojované s římskokatolickou církví a jejími politickými právy, samo se prezentuje jako nepolitické a sekulární.
Poté, co se v březnu 2013 začalo hnutí radikalizovat a co se do něj infiltrovala krajní pravice, se jedna členka jejího vedení, Béatrice Bourges, rozhodla hnutí opustit.

## Obdoba v Německu
Název Demonstrace za všechny (La Manif pour tous) se stal inspirací pro německý protest podobného typu, avšak s menší účastí, který se uskutečnil v roce 2014 ve Stuttgartu. Ta taktéž nesla název Demonstrace za všechny (německy: Demo für Alle). Tato demonstrace se týkala nového vzdělávacího plánu v Bádensku-Württembersku, jehož součástí měla být výuka k akceptaci homosexuality a transgender identity ve školách.